# Junges Blut
Junges Blut ist das Debütalbum des deutschen Sängers Nino de Angelo, das im Jahr 1983 erschien.

## Entstehung und Veröffentlichung
Die Erstveröffentlichung von Junges Blut erfolgte im Jahr 1983 bei Polydor. Das Album erschien in seiner Originalausführung als LP (Katalognummer: 810 617-1) und MC (Katalognummer: 810 617-4) mit zwölf Titeln.  Am 29. August 2014 erschien das Album erstmals, im Zuge der „Originale“-Reihe, als CD-Ausführung mit drei Bonustiteln (Katalognummer: 06025 3790669).
Geschrieben wurden alle Lieder von wechselnden Autoren, darunter namhafte Musiker wie Howard Carpendale, Drafi Deutscher oder auch Wolfgang Petry. De Angelo selbst war lediglich beim Schreibprozess des Titelsongs beteiligt. Für die Produktion aller Lieder zeichneten Joachim Horn-Bernges und Elmar Kast verantwortlich, wobei Horn-Bernges auch als Autor agierte.

## Titelliste
| Nr. | Titel                                                                                              | Autor(en)                                                         | Produzent(en)                    | Länge |
| --- | -------------------------------------------------------------------------------------------------- | ----------------------------------------------------------------- | -------------------------------- | ----- |
| 1.  | Ich sterbe nicht nochmal                                                                           | Drafi Deutscher, Joachim Horn-Bernges                             | Elmar Kast, Joachim Horn-Bernges | 3:47  |
| 2.  | Süsse Liebe                                                                                        | Wolfgang Petry, Joachim Horn-Bernges, Andreas Martin-Krause       | Elmar Kast, Joachim Horn-Bernges | 3:29  |
| 3.  | Frau einer Nacht                                                                                   | Elmar Kast, Joachim Horn-Bernges                                  | Elmar Kast, Joachim Horn-Bernges | 3:19  |
| 4.  | Engel und Teufel, Luisa                                                                            | Howard Carpendale, Joachim Horn-Bernges                           | Elmar Kast, Joachim Horn-Bernges | 3:49  |
| 5.  | Und ein Engel fliegt in die Nacht (Coverversion von OMD – Souvenir)                                | Paul Humphreys, Martin Cooper, Joachim Horn-Bernges               | Elmar Kast, Joachim Horn-Bernges | 3:42  |
| 6.  | Die Erde stirbt                                                                                    | Jürgen Triebel, Horst Krause                                      | Elmar Kast, Joachim Horn-Bernges | 3:29  |
| 7.  | Junges Blut                                                                                        | Nino de Angelo, Joachim Horn-Bernges                              | Elmar Kast, Joachim Horn-Bernges | 3:49  |
| 8.  | Rivalen                                                                                            | Peter Giesecke, Joachim Horn-Bernges, Heinz Burow                 | Elmar Kast, Joachim Horn-Bernges | 3:37  |
| 9.  | Zwei Augen                                                                                         | Thomas Strasser, Joachim Horn-Bernges                             | Elmar Kast, Joachim Horn-Bernges | 3:24  |
| 10. | Silbermond                                                                                         | Joachim Horn-Bernges                                              | Elmar Kast, Joachim Horn-Bernges | 3:20  |
| 11. | Vielleicht (seit Jimmy zu den Sternen ging) (Coverversion von Sandro Giacobbe – Sarà la nostalgia) | Luigi Albertelli, Sandro Giacobbe, Joachim Horn-Bernges           | Elmar Kast, Joachim Horn-Bernges | 3:30  |
| 12. | Spur deiner Liebe                                                                                  | Frank Musker, Dominic Bugatti, Joachim Horn-Bernges, David Mindel | Elmar Kast, Joachim Horn-Bernges | 3:52  |

## Chartplatzierungen
| ChartsChartplatzierungen | Höchstplatzierung | Wochen |
| ------------------------ | ----------------- | ------ |
| Deutschland (GfK)        | 10 (12 Wo.)       | 12     |